# Coriano

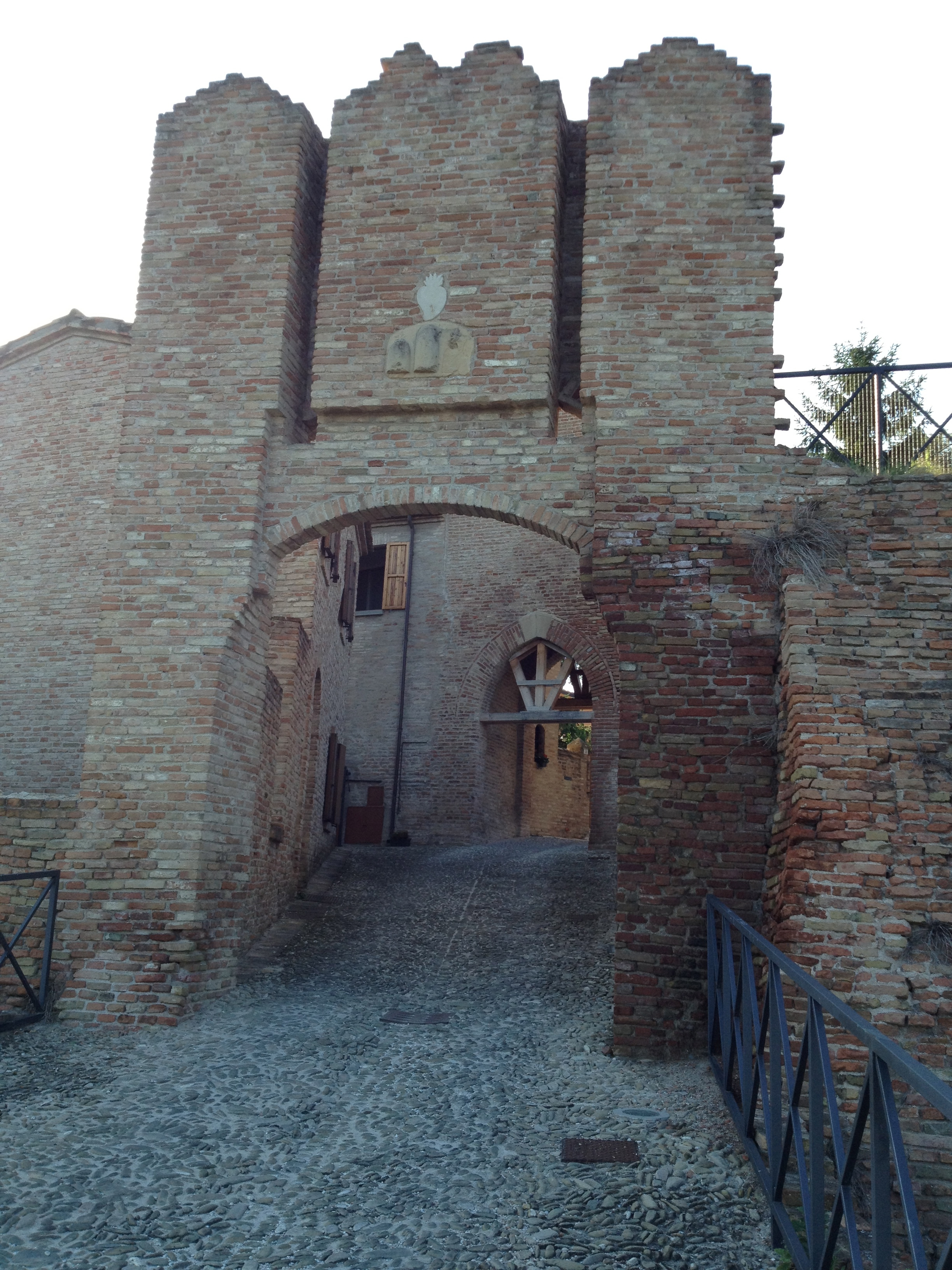
Castello malatestiano. Porta Sassatelli risalente al Cinquecento in primo piano e torre portaia trecentesca sullo sfondo.

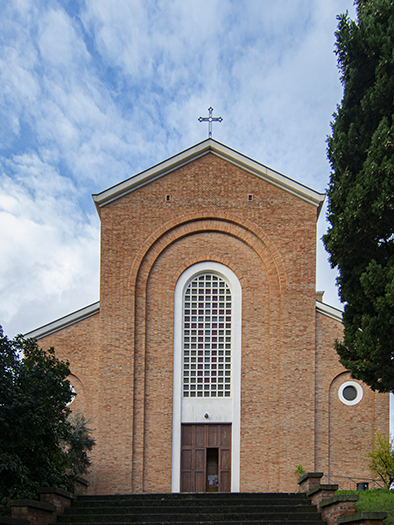
Facciata della chiesa di S. Maria Assunta

Coriano (Curién in romagnolo) è un comune italiano di 10 419 abitanti della provincia di Rimini in Emilia-Romagna, a sud del capoluogo.
Presso la frazione di Cerasolo è presente il Ponte di Confine con la Repubblica di San Marino.

## Storia
L'origine del nome pare risalire al latino Fondus Cornelianum.

La prima menzione della rocca di Coriano risale al 1197. Nel 1356 la Chiesa di Ravenna cedette la fortezza alla famiglia Malatesta. Alla base del castello si sviluppò il centro abitato.

Per i successivi due secoli Coriano fu un possedimento malatestiano. Sotto la signoria di Roberto Malatesta Coriano divenne residenza di villeggiatura della famiglia e l'intera fortificazione subì radicali interventi strutturali con il rifacimento del muro di cinta e l'ampliamento del perimetro. Oggi sono ancora ben visibili gli archi, esterno (del XVI secolo) e interno, con torre merlata, le spesse mura e le grotte sotterranee, quasi tutte inesplorate.
Nel 1503 ebbe fine della discendenza del casato. Ne approfittò la Repubblica di Venezia per impadronirsi di tutti i possedimenti malatestiani, tra cui Coriano. Papa Giulio II nel 1508 riuscì a recuperarli e nel 1528 Clemente VII concesse Coriano al nobile imolese Giovanni Sassatelli (già feudatario di Borghi) e ai suoi successori. La famiglia Sassatelli riedificò il castello, fortemente danneggiato da un attacco spagnolo del 1512, inserendo lo stemma del casato nel primo arco d'accesso. È ancora visibile e raffigura: Tre monti d'argento accostati in campo azzurro: quel di mezzo più alto cimato di cuore d'argento; due laterali sormontati da giglio d'oro; il tutto entro una corona a tre fioroni e due punte perlate. I Sassatelli tennero Coriano fino al 1605. Tornata un possedimento della Santa Sede, fu inserita nella Legazione di Romagna.
Il castello, dal XIX secolo ai bombardamenti della Seconda guerra mondiale, venne utilizzato per usi diversi, tra i quali: abitazioni del postiglione e del medico condotto e carceri mandamentali.
Nel 1859 le legazioni pontificie furono invase dall'esercito di Vittorio Emanuele II. Coriano entrò a far parte del Regno Sabaudo e diviene sede di mandamento e di tribunale, con competenza su ben sette comuni: Villa Fiorita ora Misano Adriatico, Monte Colombo, Montescudo, Morciano di Romagna, Gemmano e San Clemente, oltre a Coriano. La sede mandamentale era presso il palazzo colonnato, ora sede del Teatro Comunale.
Nel corso della seconda guerra mondiale, il 14 settembre 1944 si combatté una tra le più aspre battaglie di sfondamento della Linea Gotica, da parte dell'Ottava Armata Alleata Inglese, mirante alla liberazione di Rimini e della Romagna: l'intero paese fu dunque più volte bombardato fino alla sua quasi totale distruzione.

### Simboli

Gonfalone comunale

Lo stemma di Coriano non risulta aver ancora avuto formale riconoscimento e riprende il blasone della famiglia Sassatelli tuttora leggibile in un'iscrizione sul primo arco d'accesso alla città (vedi supra): d'azzurro, a tre monti uniti d'argento, i due laterali sormontati ciascuno da un giglio d'oro) con l'aggiunta di un cuore, arma parlante per Coriano.
Il gonfalone è un drappo di azzurro.

## Monumenti e luoghi d'interesse

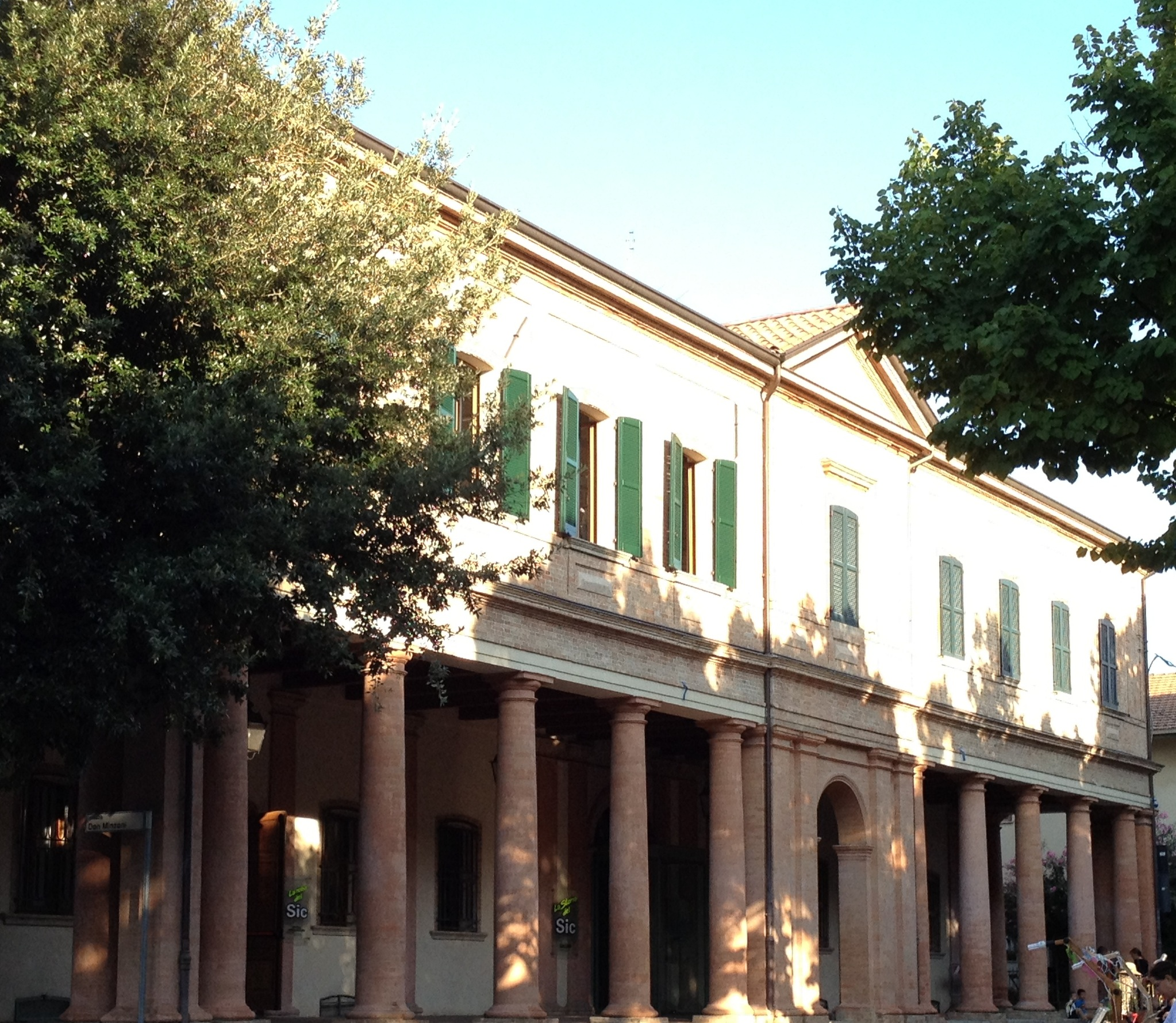
Il teatro Corte, risalente al 1907

Coriano si trova al centro del triangolo formato delle spiagge di Rimini e Riccione e dalla Repubblica di San Marino.
La campagna è caratterizzata dalla coltivazione di ulivi, grano e numerose vigne.

### Architetture civili
Castelli malatestiani

Il territorio comunale è punteggiato dai resti di fortificazioni costruite in epoca malatestiana, anche su precedenti insediamenti.
Il più importante fra quelli del territorio è quello ubicato nel capoluogo, in posizione defilata rispetto all'attuale centro storico e alla strada principale (già Via Maestra), negli ultimi anni è stato ampiamente restaurato. All'interno delle sue mura è stato allestito un antiquarium che contiene i reperti, sistemati in teche, rinvenuti nel corso dei diversi scavi.
Anche le frazioni ospitano i resti di antiche rocche: a Cerasolo è sopravvissuta qualche memoria del borgo costruito al loro interno; nel caso di Passano, Sant'Andrea in Besanigo, Mulazzano, Monte Tauro e Vecciano si tratta di lacerti di mura.
Palazzo del teatro
Costruito nel XIX secolo, inizialmente adibito a sede di scuole e uffici pubblici, fu risparmiato dai bombardamenti alleati della II Guerra mondiale. Tuttavia il suo interno venne completamente ricostruito alla fine del XX secolo. Oggi presenta in un'unica sala a pianta rettangolare, composta da una platea (120 posti) con pavimentazione a parquet e una galleria sovrastante (67 posti a gradinata). È tornato in funzione nel 2006.
Palazzo Pedrelli (già Petrignani)
Assieme al palazzo del teatro è uno dei pochi edifici del centro storico di Coriano sopravvissuti ai bombardamenti. Risale alla fine XVIII secolo e fu edificato per volontà del vescovo Gaudenzo Petrignani, originario di Coriano, in forme neoclassiche, che mantiene in parte tuttora. Nel corso dei secoli, l'edificio fu adibito agli usi più diversi: prima sede di uffici pubblici, fu poi adibito ad albergo, per poi divenire sede di alloggi popolari, destinazione che mantiene tuttora. 
Cimitero di guerra inglese (Coriano Ridge War Cemetery)

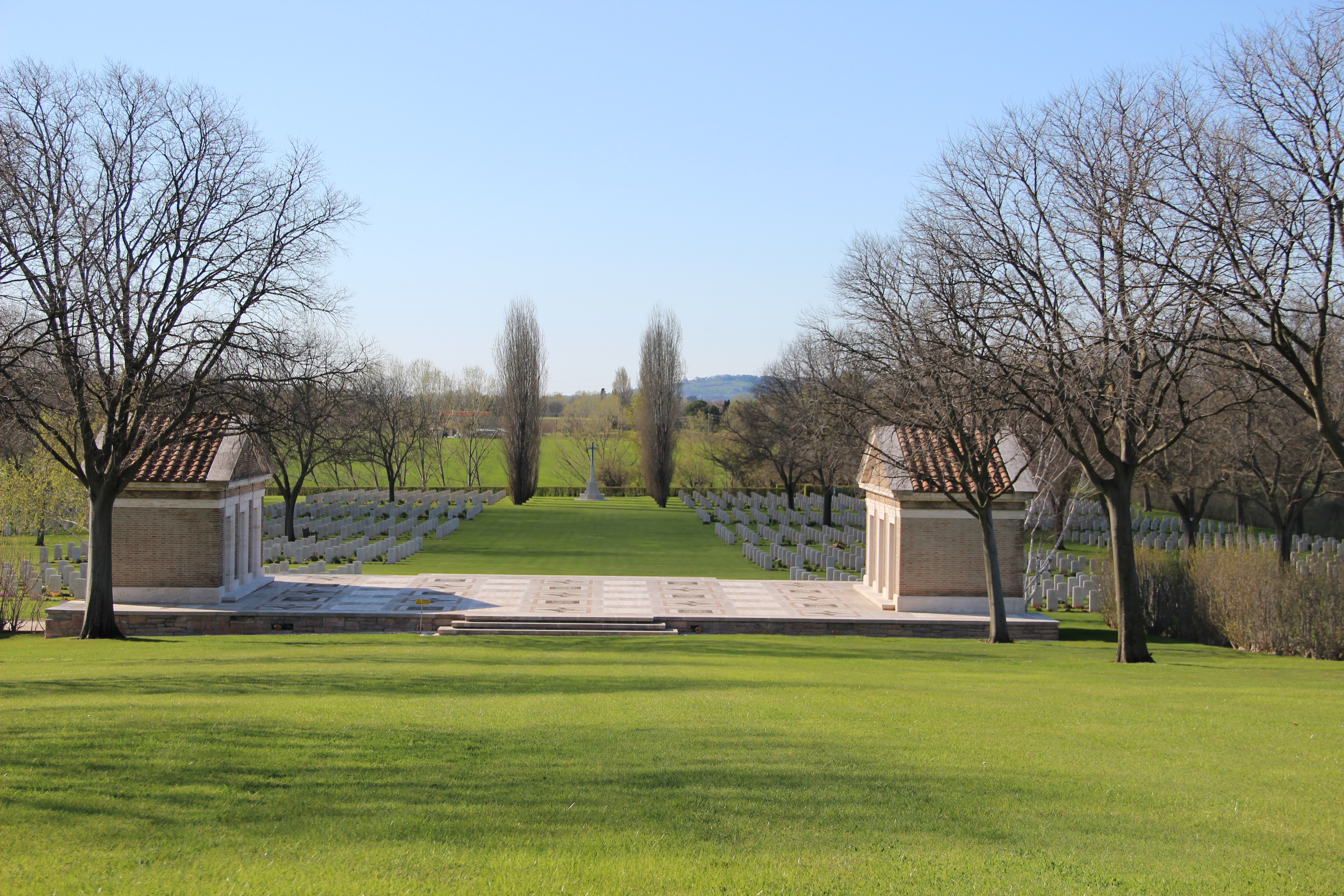
L’ingresso del cimitero di guerra inglese

È presente sul territorio anche il cimitero di guerra inglese dove riposano i resti di 1.496 militari alleati, di tutte le nazionalità, caduti nel corso delle battaglie avvenute a Coriano e nei dintorni nel corso della seconda guerra mondiale.
Monumento ai caduti e cippi in memoria di fatti legati alla Seconda Guerra Mondiale
Il monumento ai caduti di tutte le guerre si trova nei giardini "don Michele Bertozzi" antistanti la chiesa, nel centro di Coriano. La struttura, eretta nel 1973, opera dello scultore istriano Vittorio D’Augusta e dell’ingegner Pino Ferri commemora le vittime delle guerre mondiali (soldati, civili, vittime ignote), suggerendo con sua ampia concavità il silenzio del ricordo. Una citazione di Salvatore Quasimodo, “Ed è morte uno spazio nel cuore”, è iscritta alla base del monumento.  Segni concavi, ungolati che sono la cifra di D’Augusta, feriscono le steli che cadono verso terra, simboli d’ignoti militi caduti. La stele bronzea spaccata in due evoca quello “spazio del cuore” ferito dalla morte, quel dolore che necessita della memoria per essere rivissuto, sublimato e lenito.
Diversi sono i cippi eretti in memoria di fatti di sangue legati alla Seconda Guerra Mondiale. Il 25 aprile 2004 è stato inaugurato un cippo a ricordo di tutte le 40 vittime civili delle Saline. In memoria di tutti coloro (alcune decine di civili) che, tra il 4 e il 15 settembre 1944 in località Saline, vicino al ponte di Pedrolara, persero la vita sepolti dal crollo dei rifugi sulle sponde del Rio Melo dove avevano trovato riparo. Inoltre il 10 settembre due ondate di aerei alleati sganciarono bombe, nel tentativo di colpire alcune vicine postazioni tedesche, uccidendo donne, uomini e bambini che erano lì rifugiati.
Casa di Giovanni Antonio Battarra
Nella zona di Pedrolara si trova la casa dell'abate Giovanni Antonio Battarra (1714-1789), studioso di agronomia ed etnografo, ancora arredata con mobilio d'epoca, tra cui le originali porte dipinte.
Ponte di Confine
Al confine con San Marino si trova dal 1993 il Ponte di Confine progettato dall'architetto Giancarlo De Carlo.
Monumenti in memoria di Marco Simoncelli
Il centro storico di Coriano ospita due monumenti in memoria del campione di motociclismo. Il primo, "Il podio del Sic", si trova all'interno dei giardini "don Michele Bertozzi", alle pendici della scalinata che conduce alla chiesa parrocchiale, ed è composto da tre cubi di pietra circondati da un'architettura che richiama le forme della curva di un percorso, offrendo una seduta a chi intende soffermarsi. Il cubo centrale ospita una stele in vetro su cui si trova la cifra 58 in pietra e la citazione di una frase pronunciata da Simoncelli.
Il secondo monumento, chiamato "Ogni domenica", si trova nei giardini sottostanti piazza don Minzoni. È una scultura metallica ispirata nelle forme ad una marmitta e deve il suo nome al fatto che ogni domenica sera, al tramonto, emette per 58 secondi una fiammata.
A settembre 2024 a Simoncelli è stata intitolata la rotatoria posta all'ingresso del centro urbano per chi proviene da Rimini, arredata con un'installazione prismatica e retroilluminata ideata dal designer Aldo Drudi, recante su due facce il numero 58 e sulle restanti due immagini del motociclista.

### Architetture religiose
Chiesa di Santa Maria Assunta (Santuario del SS. Crocifisso)
Al centro del paese di Coriano, sulla cima del colle, si trova la chiesa parrocchiale di Santa Maria Assunta, imponente costruzione eretta dopo il disastroso bombardamento di Coriano nella Seconda Guerra Mondiale e inaugurata nel 1953. L'interno, spazioso e luminoso, contiene un crocifisso ligneo del XIII secolo, un'immagine settecentesca della Madonna del Rosario, diverse icone dipinte in stile bizantino e altre statue di santi. Grazie a una bolla diocesana, la chiesa è dichiarata Santuario del Santissimo Crocifisso con festa triennale la terza domenica di settembre. Fra il 2006 e il 2007, a causa di un cedimento della struttura dovuto al terreno su cui sorge, la chiesa fu sottoposta ad un radicale restauro.
Istituto Agricolo Orfani di Guerra

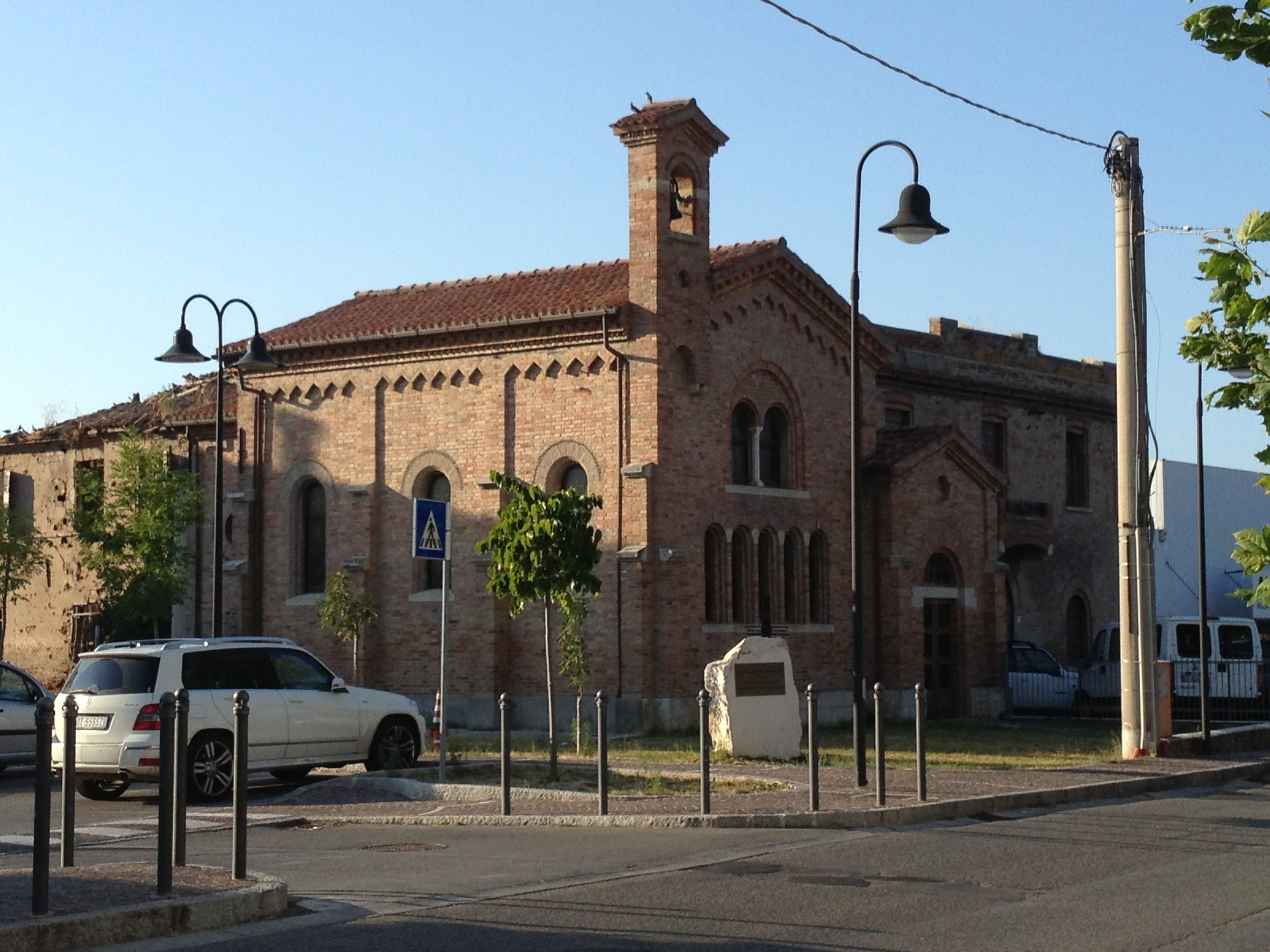
La Chiesa degli orfani

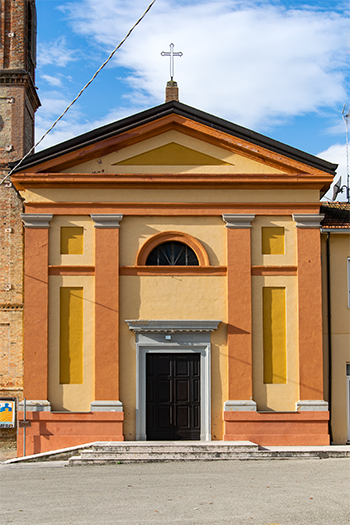
Facciata della chiesa di San Giovanni Battista (frazione di Cerasolo)

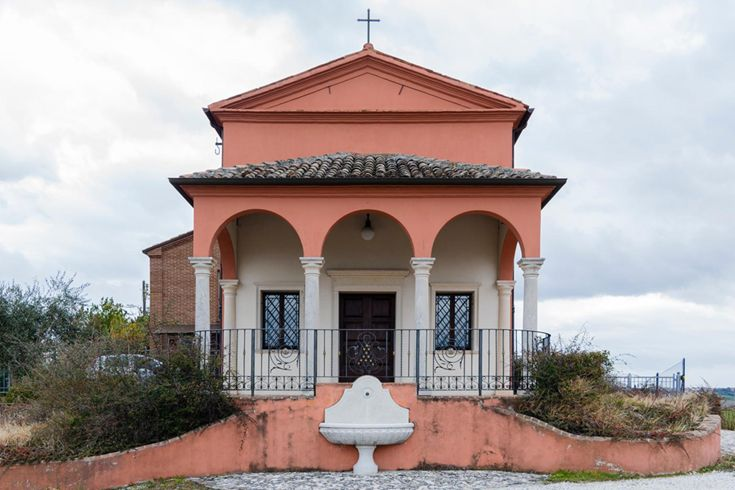
Facciata dell'oratorio della Beata Vergine della Consolazione di Cavallino

Nel settembre 1919 il parroco don Guglielmo Mondaini e un gruppo di maggiorenti del paese promossero la nascita di un orfanotrofio per ospitare i figli maschi dei caduti per eventi bellici. Dopo pochi anni l'orfanotrofio si trasferì nella grande casa in Corso Umberto I, ora in Via Garibaldi, che era stata della famiglia Savini, acquistata insieme al podere che si estendeva nella retrostante vallata. Nel 1923 l'istituzione venne eretta Ente morale denominato Istituto Agricolo “Orfani di Guerra”. La popolazione contribuì alla sussistenza degli orfanelli con offerte e aiuti di ogni tipo, e contribuirono alla costruzione della chiesetta, inaugurata nel 1933, per la quale vennero utilizzati in parte materiali di recupero, compresi quelli della demolita “Cella Tonda” del Foro boario. Attualmente l'edificio che ospitava l'istituto è in avanzato stato di degrado. Al contrario, la cappella annessa, che si è salvata dalle distruzioni belliche ed anzi, nell'immediato dopoguerra, ha svolto le funzioni di chiesa parrocchiale, è stata restaurata ed attualmente viene officiata saltuariamente.
Convento-casa madre delle Maestre Pie dell'Addolorata
Fu qui, nel 1839, che la Beata Elisabetta Renzi diede vita al nuovo ordine religioso incentrato sull'educazione femminile giovanile: presso la chiesetta riposano i suoi resti. Sono anche esposti lavori di tessitura e di ricamo, eseguiti nei decenni dalle ragazze che frequentarono l'istituto.
Chiesa di San Giovanni Battista
Sorge nella frazione di Cerasolo. Alcuni brani di documenti dell’XI secolo citano una Pieve intitolata a San Giovanni “in cella Jovis”, ma fino a pochi anni fa non era possibile collocarla con certezza nel territorio a causa della scarsità delle indicazioni geografiche. Poi, due documenti del 1231 ritrovati dallo studioso Currado Curradi nell’Archivio di San Marino, hanno permesso di identificare la Pieve con quella denominata “in cella Jovis”. Da queste carte è possibile apprendere inoltre che la chiesa, già nel 1231, è intitolata a San Giovanni Battista e che è posta in una località dal toponimo variabile o in evoluzione: da Cellaiovis a Cerazoli ed infine Cerasolo. Se l’ipotesi è esatta si potrebbe anticipare l’origine della comunità religiosa a prima di questi documenti del XIII secolo, forse anche all’VIII-IX secolo, momento in cui iniziano a diffondersi le Pievi nel territorio riminese. La porta d’ingresso e la sovrastante finestra a lunetta, sono inscritte all’interno di un rettangolo definito da due lesene con frontone e tetto a due falde di chiusura. Altre due lesene si affiancano a quelle centrali. La scansione degli elementi architettonici della facciata è definita dall’utilizzo della bicromia (giallo e arancione). Il campanile invece è realizzato in mattoni faccia a vista. La chiesa, ad aula unica con due cappelle laterali, ha un’abside rialzata di un gradino e una sorta di galleria sopraelevata disposta dietro l’altare maggiore. Questa struttura, costruita tra il Settecento e l’Ottocento, ospita un organo fabbricato nel 1797 da Francesco Vasconi. Nella cappella di destra è conservato il fonte battesimale in pietra del 1572, a ricordo del diritto a battezzare esercitato per secoli dalle Pievi, sono inoltre presenti una Madonna con Bambino nonché opere pittoriche di Scuola Romagnola e bei paliotti un tempo posti sotto gli altari.
Chiesa di Santa Innocenza
Si trova nella frazione di Montetauro. La chiesa dedicata a Santa Maria Innocenza è una delle più antiche di Coriano, in particolare esistono documenti che riguardano il periodo che va dal 1000 ai nostri giorni.
La presenza di una comunità religiosa a Monte Tauro è legata alla figura di santa Innocenza. Le vicende della sua vita e del suo martirio non sono accertate, ma oggetto di diffuse tradizioni medioevali, secondo cui Innocenza che apparteneva ad una nobile famiglia residente a Rimini ma con terreni nella vallata del Marano nei pressi di Monte Tauro, avrebbe abbracciato la religione cristiana e per questo avrebbe subito il martirio per ordine dell’imperatore Diocleziano (effettivamente di passaggio a Rimini tra il 303 ed il 305).
Probabilmente, a seguito del martirio della giovane, presto il cristianesimo inizia a diffondersi tra gli abitanti delle fattorie inerenti alla villa della famiglia della santa e presto sorge una cappella mèta di pellegrinaggio e di devozione per la presenza di reliquie della martire.
Secondo gli storici locali, la chiesa urbana di Santa Innocenza sarebbe stata edificata sulla sua casa natale dal vescovo Gaudenzio proprio nel IV secolo, mentre la Pieve sul Monte Tauro sarebbe stata costruita sulle terre del contado del castello dove Innocenza abitava. Ora tutto ciò che riguarda la memoria di questa santa si conserva a Montetauro di cui, come è scritto in un documento del 1766 era “signora” e possedeva molte terre e la sua villa.
Importanti testimonianze in loco mantengono vivo il ricordo di questa proto-martire della Chiesa:
a) In primo luogo la chiesa parrocchiale di Montetauro, dove si conserva il corpo, il sarcofago in pietra, vari reliquiari, il documento autentico degli atti della martire, le immagini (la tela col martirio, la statua e i bassorilievi in bronzo dello scultore Enrico Manfrini, l’icona con i santi riminesi nella cappella)
b) Il castello, detto di santa Innocenza, che la tradizione addita come il luogo dell’abitazione della nostra santa.
c) La fonte, anch’essa chiamata di santa Innocenza, presso via Fiume, che è stata la fonte perenne più importante del circondario, dando acqua abbondante anche nei tempi di grave siccità.
d) I terreni parrocchiali, nominati sempre nelle antiche carte come “le terre di santa Innocenza”.
L’esterno della chiesa è realizzato in mattoni faccia a vista. La facciata ha un portone in legno sopra il quale si apre una piccola finestra circolare. All’interno la chiesa è ad aula unica con due cappelle laterali, l’abside è sopraelevata di due gradini e prima di raggiungere l’altare si trova un terzo gradino.
Oratorio della Beata Vergine della Consolazione
Si trova nella frazione di Cavallino. La presenza di questo oratorio risale al 1500-1600. Si tratta di una piccola chiesa, dotata di porticato e di un piccolo campanile. Tra il Settecento e l’Ottocento la chiesa riesce a mantenere un sacerdote officiante. L’autonomia della chiesa si protrae ben oltre l’inizio del Novecento attraverso il mantenimento di un suo sacerdote che nei rapporti con la Chiesa di Monte Tauro è tenuto solo a non intralciare le prerogative proprie della parrocchiale e a svolgere la funzione di cappellano. Sempre fino a questo periodo l’oratorio conserva affreschi e immagini molto antichi ed anche paramenti ed arredi sacri che a partire dal secondo dopoguerra, periodo in cui la chiesa inizia a cadere in oblio, vengono trafugati. L’edificio sorge su un lieve rilievo collinare ed esternamente è caratterizzata da un protiro sorretto da sei colonne bianche che introduce al portale, sul cui architrave è incisa la frase “Matri Consolatjonis Dicata”. Il campanile a vela che conclude l’edificio fu costruitotra il 1884 e 1885. L’interno ad aula unica è armonioso e proporzionato: lo spazio del presbiterio è leggermente sopraelevato e incorniciato da un arco a tutto sesto, mentre ilsoffitto è formato da travi a vista con copertura di mattoni. Sopra l’altare è collocata unagrande ancóna (tavola dipinta da altare) bianca riccamente decorata con due colonne di ordine corinzio e altrettante cariatidi, mentre la sommità è occupata dalla figura di Dio Padre benedicente con putti. Al centro dell’altare è collocato un dipinto con la “Vergine e il Bambino”, mentre nella paretedi sinistra trova posto un dipinto di buona fattura raffigurante Sant’Antonio Abate.
Chiesa della Beata Vergine della Consolazione
Collocata nella frazione di Passano, nella attuale conformazione risale ad un periodo ascrivibile tra la metà del XVIII secolo e la metà del XIX secolo. La chiesa, sussidiaria della parrocchiale, custodisce al suo interno un'antica immagine mariana, che ogni anno viene portata in processione.
Oratorio di Maria Madre del popolo cristiano
Si trova all'estremità del borgo di Sant'Andrea in Besanigo. Da una lapide inserita nel pavimento, scritta in latino, si evince che “Un devoto signore di nome Matteo Brigliadori, da Forlimpopoli, nell’anno 1785, visto che la celletta della Madonna era cadente per vetustà, la ricostruì a sue spese dai fondamenti”, il che attesta la sua esistenza fin da molto tempo prima. Nel 1901 fu ancora restaurata con le offerte della popolazione e così pure nell’anno 1967. Per antica tradizione, nelle sere di maggio davanti a questa celletta i fedeli si radunano per pregare il rosario.
Cappella in località "Ca' Righetti"
È l'unica superstite di una serie di luoghi di culto annessi a private abitazioni di famiglie facoltose. Risalente probabilmente all' Ottocento, e costruita forse sulle fondamenta di un precedente oratorio, si trova all'interno all'interno del perimetro murario di una abitazione contadina restaurata. La cappella è dotata di qualche arredo ed è arricchita da un affresco di fattura moderna, impostato sui resti di un precedente ormai deteriorato.
Altre chiese parrocchiali delle frazioni corianesi
Oltre a Cerasolo, anche le frazioni di Mulazzano, Ospedaletto, Passano, Sant'Andrea in Besanigo e Vecciano ospitano una chiesa parrocchiale. In tutti i casi, si tratta di edifici sorti dalle ceneri di precedenti parrocchiali rurali più antiche, distrutte a causa del passaggio del fronte di guerra nelle battaglie per lo sfondamento della Linea Gotica ad opera degli Alleati nel corso della Seconda Guerra Mondiale.

### Architetture scomparse
Cappella di Santa Maria
La più antica attestazione dell'esistenza di una comunità cristiana a Coriano si trova in un elenco di possedimenti che nel 1059 l'allora vescovo di Rimini, Uberto, concesse ad un tale conte Everardo e a sua moglie Marozia: tra questi, è inclusa anche la cappella di Santa Maria "in Corliano".
Di questa, che probabilmente era la prima chiesa edificata a Coriano, non si conosce l'esatta posizione e non è rimasta alcuna traccia. È possibile che non sorgesse nemmeno sulla cima del colle: quando don Michele inizia gli scavi per la costruzione della chiesa attuale, afferma di non trovare altro che poche tracce di fondazioni, compatibili con piccole case. Alcune ipotesi vogliono allora che la primitiva chiesa fosse in corrispondenza di una cappella distrutta per fare spazio all’edificio della cassa di risparmio (ancora esistente, sullo “stradone”), oppure sulla via Marano.
Sappiamo che in base all’organizzazione del territorio ecclesiastico della Romagna medievale questa chiesa era dipendente, come tutte quelle della zona (chiamate "cappelle"), dalla pieve di San Savino, che fungeva da capoluogo religioso del circondario in quanto sede del fonte battesimale.
Poiché sicuramente l'edificio di culto esisteva già da prima del 1059, possiamo essere certi almeno che da più di 1000 anni a Coriano esiste una chiesa dedicata a Maria.
Per il resto, non è facile dire quante chiese siano succedute all'antica cappella di Santa Maria.
Dalle carte antiche è possibile distinguere con certezza una chiesa duecentesca in cui sono soliti riunirsi i corianesi in assemblea pubblica (ma non è da escludersi che si tratti comunque dell'antica cappella) e un "nuovo" edificio innalzato nel Seicento.
Tuttavia, dal momento che il commissario generale della provincia di Romagna Francesco Dal Pero nella sua relazione del 1612, ci dice che la chiesa di Coriano che era presente al suo tempo era stata costruita sulla prima chiesa antica,  si potrebbe ipotizzare che in definitiva Coriano nel corso della sua storia abbia avuto tre chiese "principali": quella altomedievale, quella seicentesca, e l'attuale, risalente al 1953.
Un’ulteriore conferma ci deriva dalla fonti rinascimentali, con le quali è possibile ricostruire sommariamente la struttura materiale della chiesa in quel periodo: a fine Quattrocento è ancora presente il portico e nei pressi della chiesa vi è un cimitero. All’interno, sappiamo esserci presenti un altare dedicato a San Valentino, una cappella in onore di San Vincenzo, un dipinto raffigurante San Cristoforo e un ulteriore altare nei pressi del fonte battesimale: è forse questo il motivo per cui ad un certo punto i notai cominciano di fatto ad indicare Santa Maria Assunta come pieve, pur essendo in quest’epoca ancora dipendente da San Savino.
Arrivati al Cinquecento, i documenti descrivono una realtà parrocchiale di una certa importanza, con un edificio religioso meta di pellegrini che vi si recano per venerare il Crocifisso, ritenuto miracoloso.
In base alla documentazione della visita pastorale del vescovo Castelli del 1577, la chiesa di Coriano è dotata di quattro altari: oltre a quello maggiore, gli altri sono dedicati a Santa Mustia, a San Giovanni Battista e alla Vergine Maria.
Sappiamo che Coriano in quest’epoca, terminato il dominio malatestiano, è feudo della famiglia Sassatelli di Imola, e nella chiesa, che ne è il centro religioso, i signori decidono di realizzare i propri sepolcri.
Antica chiesa di Santa Maria Assunta
Sul finire del secolo, emerge una volontà diffusa di rinnovamento dell’edificio sacro corianese, evidentemente ormai divenuto inadeguato al ruolo assunto dalla Coriano moderna: nel 1589 il consiglio cittadino mette in moto la macchina organizzativa per raccogliere le elemosine destinate all’ampliamento della chiesa, e nel 1595 si è ancora nel pieno della discussione “sopra la fabbrica della chiesa”, che evidentemente nel giro di pochi anni prende forma, se dagli atti consiliari sappiamo che la chiesa era stata “fabricata novamente” ed era senza tetto. Di lì a poco però i lavori ebbero finalmente termine poiché nel 1612 il commissario Generale della Provincia di Romagna Francesco Dal Pero afferma che la chiesa di Santa Maria Assunta è una “costruzione moderna, ricostruita da pochi anni a questa parte al posto della prima chiesa antica”.
Fortunatamente l’archivio parrocchiale conserva ancora una pergamena che ci permette di essere molto precisi sul punto: la nuova chiesa di Coriano fu consacrata nel 1609 dal vescovo di Rimini mons. Angelo Cesio.
A livello di organizzazione della diocesi, non è chiaro cosa accada in questi secoli: quel che è certo è che nel XVIII secolo, in seguito alla riforma del vescovo Ferretti, Coriano è fuoriuscita dalla giurisdizione della pieve di San Savino, e, come riconoscimento della sua accresciuta influenza e ricchezza, con la sua chiesa è divenuta sede di un Vicariato che si spartisce, assieme a Montescudo, parte dei territori prima dipendenti da San Savino.
L’edificio seicentesco è lo stesso che arriva fino al 1944.
A differenza del/dei precedenti, di questo edificio possediamo maggiori testimonianze sia in termini di immagini, che a livello documentale e materiale.
In particolare, in occasione della visita pastorale del vescovo Vincenzo Scozzoli, nel settembre del 1912, il parroco di Coriano di allora, don Guglielmo Mondaini, nella sua relazione fornisce anche una precisa descrizione della chiesa:
“Non presenta alcuno stile architettonico, ma è semplicemente un vasto salone di forma rettangolare, della lunghezza di metri 26 della larghezza di metri 10 e dell'altezza di metri 11, con soffitto piano formato a cassettoni di legno chiusi con tela. Questa chiesa ha sette altari: l'altare maggiore dedicato a Maria Santissima assunta in cielo: sul lato sinistro per chi guarda verso l’altare: l'altare della beata vergine del Rosario con tribuna in legno e duratura di recente data, entro una nicchia aperta nel muro e la statua della beata vergine del Rosario in legno, statua che non ha nessun pregio d’arte, poi, dallo stesso lato, viene l’altare in cui si venera l’immagine di Gesù Crocefisso, che gode d’una grande venerazione..”
Gli altri altari sono dedicati a Beata Vergine del Buon Consiglio, a Sant’Antonio Abate, San Luigi Gonzaga e Santa Eurosia.
La chiesa ha un campanile con due campane, una antica e una acquistata da don Girolamo Mazza, predecessore di don Mondaini.
Vi è anche il battistero, “la cui erezione si perde nel passato, essendo questa, come si è detto, chiesa plebale”.
La due battaglie di Coriano, che nella prima metà di settembre 1944 si combattono nel paese nel tentativo da parte degli Alleati di superare la famosa linea gotica , baluardo di difesa degli occupanti tedeschi, spazzano via la chiesa e la maggior parte del centro storico, con distruzioni che alcuni (Casadei) ritengono paragonabili a quelle subite da Rimini.
Don Michele Bertozzi, figura chiave della vita corianese nella seconda metà del Novecento, giunto a Coriano come cappellano nel 1943, ricorda così quei tragici giorni: “Sembra ancora di vedere i muri sgretolarsi sotto lo schianto inesorabile delle granate e delle bombe. Ricorderò sempre il pianto e lo schianto di don Mondaini nel vedere la cima del bel poggio di Coriano ricoperta di macerie e di ruderi”.
Palazzo Salvoni-Zollio
L’edificio, un palazzo di 4 piani a pianta rettangolare di 16x32 metri, era un casino di campagna posto all’ingresso del paese, esistente con certezza già dalla metà del Settecento, e destinato alla villeggiatura dei suoi nobili proprietari, i conti Zollio di Rimini, che negli ambienti del palazzo fecero convogliare la preziosa collezione di famiglia di quadri del Guercino. Passato in eredità ai conti Salvoni a metà Ottocento,  grazie all'opera di Vincenzo Salvoni divenne uno dei punti di incontro del movimento patriottico romagnolo e marchigiano. Ippolito Salvoni fu l'ultimo della dinastia ad abitare il palazzo, che dovette poi cedere a causa dei debiti accumulati per il suo stile di vita dissoluto. Nel corso dei combattimenti del settembre del 1944, il palazzo venne gravemente danneggiato e nei mesi immediatamente successivi al passaggio del fronte servì da riparo per i corianesi sfollati. Nel 1965, dopo anni di trattative, l’area, quasi 4.000 metri quadrati, venne acquistata dal Comune di Coriano per erigervi l’attuale scuola media “Mevio Gabellini”.
Unici edifici superstiti dell'intero complesso sono la vecchia agrumaia e la stalla, ristrutturate nel 2000.
Al piano terra il palazzo ospitava un enorme salone (dove i Salvoni spesso tenevano sfarzose feste), la cucina, la lavanderia e la cappella dedicata alla Beata Vergine della Rosa. Una scalinata in marmo conduceva al piano superiore che era suddiviso in due appartamenti, uno dei quali, abitato da Ippolito, era dotato di energia elettrica e di ben due bagni (descritti anche da Gianna Preda nel suo romanzo “Fiori per io”) e aveva una camera dotata di letto a baldacchino adornato da colonne a torciglione e uno specchio che occupava l’intera parete. I soffitti delle stanze erano tutti affrescati. Il terzo piano era invece adibito ad alloggio dei domestici.
Vecchio palazzo comunale
Dove ora si trova la sede del Comune, sorgeva fino al 1944 l'omologo palazzo comunale, in quella che per tutto l'Ottocento era l'unica piazza che si apriva sulla Via principale del paese (intitolata in seguito a Vittorio Emanuele II ed infine a Giuseppe Mazzini). La residenza municipale risultava completata già nel 1884: l'edificio era impostato secondo una pianta ad L; sul braccio posto a monte sorgeva la torre dell'orologio. Oltre al Comune, il palazzo ospitava anche la sede di altri uffici pubblici, alcuni legati alla funzione di sede mandamentale esercitata da Coriano sul territorio circostante tra Ottocento e Novecento (Società di Mutuo Soccorso, Banda Musicale, Ufficio del Dazio, Ufficio postale, Pretura, Sottoprefettura).
Edificio delle scuole
Costruito negli anni Venti per ospitare le scuole elementari e l'avviamento professionale, venne demolito negli anni Sessanta per via di una frana che lo aveva reso inagibile.
Chiesa di San Sebastiano
Si trovava lungo la strada che dalla piazza del comune porta fino al castello e sorgeva accanto ad un antico ospedale per pellegrini. Don Michele Bertozzi aveva ipotizzato che la sua costruzione potesse risalire al 1348 e che fosse legata ad un voto fatto dai corianesi per lo scampato pericolo durante la pestilenza di quei tempi. L'oratorio, di proprietà pubblica, era dedicato al patrono di Coriano e costituiva il simbolo della comunità civile: come tale, fino ai primi del Novecento era mantenuto dal Comune, che stipendiava anche un sacerdote perché vi officiasse le celebrazioni. In seguito fu ceduto alla parrocchia, di cui divenne chiesa succursale. Gravemente danneggiato a causa dei bombardamenti del 1944, nel dopoguerra si aprì un dibattito sulla sua sorte, al termine del quale si decise di demolirlo.
Oratorio c.d. "Cella Tonda"
Fin da tempi antichi era presente "sopra la strada maestra", in località Ca' li Zangari (poi Ca' l'Agnolo), nel cuore del centro storico corianese, una cella (ossia un piccolo oratorio) che ospitava un'immagine della Vergine con il bambino Gesù. All'inizio del Seicento pare che la Madonna fosse apparsa ad una ragazza corianese chiamata Ursulina e che si moltiplicassero le grazie a coloro che si rivolgevano all'antica immagine. Quando nel 1609 l'effigie della Madonna di Coriano, a seguito di un processo fatto a Rimini, venne dichiarata ufficialmente "graziosa et miraculosa" già da un paio d'anni di discuteva della costruzione di un luogo di culto nuovo, dedicato alla Madonna della Pietà, in cui accogliere la venerata immagine, staccata dal muro della antica cella. Dagli atti possiamo intuire che l'edificio fosse completato nel 1619, quando si decise di selciare la strada nei suoi dintorni: si trattava di una chiesetta a pianta centrale, dalla forma ottagonale, con una piccola abside, che in base ad un inventario del 1624 contava, oltre all'immagine mariana arricchita da due corone d'argento e una veste di ormesino bianca, 54 oggetti votivi di argenti, 20 voti in tavolette e 200 voti in cera. Nel 1887 la chiesa fu restaurata per via dei danni provocati dalla caduta di un fulmine nel 1882. Oggi è possibile avere un'idea di che aspetto avesse questo oratorio solo da alcune vecchie fotografie poiché nel 1931 si decise di distruggerlo per far posto alla sede della Cassa Di Risparmio: sappiamo che in quell'occasione alcuni materiali recuperati dalla demolizione furono utilizzati nella costruzione della chiesa degli orfani.

### Aree naturali
Parco del Marano
L'area naturale si estende da Ospedaletto fino al confine con la Repubblica di San Marino: è utilizzata per diverse attività. Nei dintorni del parco si trovano laghi e maneggi ippici.
Parco dei Cerchi
Nato come "Parco delle Rimembranze" in memoria dei caduti della I Guerra Mondiale, in quest'area a partire dagli anni Trenta del Novecento sorse il palazzo delle scuole comunali, poi demolito a causa di una frana che l'aveva reso inagibile negli anni Sessanta. Oggi è il principale parco pubblico cittadino, con un'area verde attrezzata e ampi spazi di prato. Delle originarie alberature piantumate in memoria dei caduti (la cui cura era stata affidata agli alunni delle scuole) rimangono 16 pini di Aleppo, mentre la lapide inizialmente collocata nel parco oggi è custodita nella cappella del cimitero. Si può ancora intuire il terrazzamento su cui sorgeva l'edificio delle scuole, in corrispondenza dell'attuale area-giochi, di cui sopravvivono la ringhiera e le cancellate che delimitano la parte del parco prospiciente l'ultima tratto di via Garibaldi, storica arteria principale del paese.
Giardini "Don Michele Bertozzi"
L'area attualmente occupata dai giardini pubblici, alle pendici del punto più alto del colle di Coriano, sulla cui cima sorge la chiesa parrocchiale, un tempo era adibita ad accogliere il campo della fiera, o foro boario. L'intera area fu risistemata nella seconda metà del Novecento e nei primi anni 2000 fu intitolata a don Michele Bertozzi, figura chiave della comunità corianese, in cui fu sacerdote dal 1943 al 1999. I giardini pubblici fino al 1944 ospitavano il monumento ai caduti della Prima Guerra Mondiale: perduto questo, nel 1974 vi fu inaugurato il nuovo monumento ai caduti di tutte le guerre.
Albero Monumentale di via Scuole
La quercia si trova addossata ad una casa colonica abbandonata all'interno di un lotto collocato in un'area urbana altrimenti circondata da abitazioni moderne. Di età stimata attorno ai 100 anni, presenta una forma globosa, espansa e simmetrica, estesa per un’area di 27 metri di diametro, con fronde che arrivano fino a terra, probabilmente a causa delle scarse potature.
Oltre ad essere stata sottoposta a tutela a livello regionale, la roverella di Coriano è stata inserita nell'elenco degli Alberi Monumentali d'Italia con decreto del Ministero delle Politiche Agricole e Forestali n.5450 del 19/12/2017.

## Società

### Evoluzione demografica
Abitanti censiti

## Cultura

### Eventi
Festa Cristiana del Lavoro (1 maggio)
Sin dal 1953 ogni 1 maggio si tiene l'annuale festa che raduna nel centro del paese mezzi agricoli da ogni parte della provincia (e oltre). Collocati per l'esposizione lungo la via principale fin dalle prime ore del mattino, al termine della messa, che si celebra in piazza, sono fatti sfilare per ricevere la benedizione.
Gramigna - Le storie buone della terra
Al centro della festa ci sono la biodiversità, la sostenibilità e l'ambiente: oltre alla mostra e agli stand gastronomici dei produttori locali (a cura della Condotta Slow Food di Rimini e San Marino), si tengono confronti sul tema. La serata si conclude con balli tradizionali.
Birriamo
Evento dedicato alla promozione dei birrifici locali. Si tiene nel mese di luglio nel contesto del Parco dei Cerchi.
Coriano Wine Festival
Si svolge nel mese di agosto nel centro storico. Presenta un mercato dei prodotti artigianali di tutti i generi, stand gastronomici e degustazione di vini romagnoli.
Fiera dell'Oliva e dei Prodotti Autunnali
Mostra-mercato dei prodotti agro-silvo-pastorali e dell'artigianato tipico. L'evento si svolge nella terza e quarta domenica di novembre nel centro storico.
Presepe Vivente
Nel giorno dell'Epifania (6 gennaio) viene organizzato un presepe vivente nell'area del castello malatestiano. L'evento unisce alla rappresentazione scenica delle vicende della nascita di Gesù narrate dai Vangeli la rievocazione dei mestieri storici di scene di vita quotidiana dell'epoca.

### Eventi passati
Parate medievali
Cerimonia che partiva dal castello malatestiano e arrivava alle piazze del Centro Storico, con gare e spettacoli: sbandieratori, fanfare, bombarde, armigeri, corteo storico, e rappresentazioni sceniche con gruppi in costume. Si svolgevano il terzo sabato di luglio.
Piazza e borgo
Era famoso a livello locale lo "scontro" tra le due contrade della piazza e del borgo, le cui origini risalgono al dopoguerra; l'evento era nato come una partita di calcio disputata tra i figli degli artigiani del paese (la Piazza) e i ragazzi che invece abitavano le campagne e i dintorni (il Borgo).
Con la nascita di una società calcistica ufficiale, lentamente la tradizionale partita di Piazza e Borgo si andò perdendo fino al 1987, quando si decise di riorganizzare l'evento, variandone la formula: vennero aggiunti alla classica partita di calcio, la podistica, il basket e la pallavolo. Dopo cinque anni la manifestazione fu nuovamente interrotta a causa di alcuni tifosi irrequieti. Nel 2003 si riprese con i giochi, vennero introdotte coreografie per i balletti di apertura. Dopo due anni una nuova interruzione. Nel 2011 l'iniziativa riprese e si mantenne negli anni.
Karatella Race
La Karatella Race è stata una competizione amatoriale fra caratelle svolta nel paese a partire dall'anno 2009. Essa non prevedeva premi per il vincitore e il ricavato è devoluto in beneficenza. All'edizione del 2011 ha partecipato come ospite d'onore Marco Simoncelli, classificatosi quinto.

### Musei
“La storia del Sic” (Museo dedicato a Marco Simoncelli)
Pilota motociclistico campione del mondo della classe 250, morì tragicamente in un incidente il 23 ottobre 2011 a soli 24 anni. La città gli ha dedicato un museo. Il museo raccoglie tutte le tappe della vita sportiva di Simoncelli. Sono esposte le mini moto, le motociclette, le tute, i caschi, tutti oggetti donati dalla famiglia. A Coriano è presente anche il «Monumento Marco Simoncelli», sito alla sinistra della chiesa dove vennero celebrati i funerali del compianto pilota. Il monumento rappresenta la curva di un circuito; al centro sono collocati tre blocchi squadrati in marmo bianco di diversa altezza. Il podio più alto riporta la dedica al campione.
Museo Elisabettiano
Collocato all'interno del convento delle Maestre Pie dell'Addolorata, è dedicato alla Beata Elisabetta Renzi, fondatrice dell’ordine religioso. Esso raccoglie documenti collegati alla storia dell'istituto e oggetti realizzati dalle educande.
Antiquarium del castello malatestiano di Coriano
I reperti rinvenuti nel corso degli scavi effettuati all'inizio degli anni 2000 sono stati raccolti e musealizzati nelle due sale di uno dei pochi edifici superstiti del castello, situato a sinistra dell'ingresso cinquecentesco. Grazie a una serie di pannelli, il percorso illustra la storia del sito, e più in generale dell'insediamento corianese.

## Geografia antropica

### Frazioni e località
- Località di Coriano: Passano e Pedrolara
- Sant'Andrea in Besanigo (località: Puglie)
- Ospedaletto (località: Pian della Pieve, Cavallino, San Patrignano, Fienile, Monte Tauro, Vecciano, Vallecchio)
- Cerasolo (località: Cerasolo Ausa)
- Mulazzano

## Infrastrutture e trasporti

### Ferrovie
Dal 1932 al 1944 ha operato la Ferrovia Rimini-San Marino, a scartamento ridotto, completamente finanziata dall'Italia fascista, in seguito alla stipula di una convenzione (1927) di esercizio fra i due stati. Fu distrutta il 26 giugno 1944 dai bombardamenti della Desert Air Force durante la Seconda guerra mondiale e smantellata fra il 1958 e il 1960. La linea ferroviaria contava una stazione anche sul territorio del comune, nella frazione di Cerasolo. L'edificio, nonostante sia stato smantellato, è ancora esistente.

### Autobus
La cittadina è servita da due linee gestite da Start Romagna s.p.a: la linea 20 collega Coriano con Rimini; la linea 58 collega Coriano con Riccione.

## Sport

### Impianti sportivi
- Palazzetto dello sport (ex PalaCoriano), ora dedicato allo scomparso Marco Simoncelli.
- Stadio "Daniele Grandi"
- Tennis Club Coriano